# Xie Xingfang
Xie Xingfang, (chinois simplifié : 谢杏芳 ; chinois traditionnel : 謝杏芳 ; pinyin : Xiè Xìngfāng, Yale : Je6 Hang6 Fong1, née le 8 janvier 1981 à Guangzhou dans la province de Guangdong), est une joueuse de badminton chinoise, championne du monde en 2005 et 2006, et vice-championne olympique en 2008. 

Elle a pris sa retraite après sa dernière apparition sur les terrains le 15 octobre 2010 lors des Jeux de Chine.

Le 13 décembre 2010, elle se marie avec le joueur de badminton Lin Dan.

## Palmarès

### Championnats du monde de badminton
- Championnats du monde 2009 à Hyderabad,  Inde
  -  Médaille d'argent
- Championnats du monde 2006 à Madrid,  Espagne
  -  Médaille d'or
- Championnats du monde 2005 à Anaheim,  États-Unis
  -  Médaille d'or
- Championnats du monde 2003 à Birmingham,  Angleterre
  - 5e

### Championnats d'Asie de badminton
- Championnats d'Asie 2006
  -  Médaille d'or par équipe